# دمیرتاش (یومورتالیک)
دمیرتاش (به ترکی استانبولی: Demirtaş) یک منطقهٔ مسکونی در ترکیه است که در یومارتالیک واقع شده‌است.